# 小行星7277
小行星7277（英語：7277 Klass）是一颗围绕太阳公转的小行星。1983年9月4日，愛德華·鮑威爾在可可尼诺县发现了此天体。
这颗小行星的绝对星等为239.83203等。